# Балка Гайчур
Балка Гайчур — ботанічний заказник місцевого значення. Об'єкт розташований на території Більмацької селищної громади Пологівського району Запорізької області, село Новоукраїнка.
Площа — 10 га, статус отриманий у 1980 році.
Статус надано з метою збереження місць зростання лікарських рослин. Охороняється цілинна балка, де зростають чистотіл звичайний, грицики, полин звичайний, ромашка, шипшина, пижмо, подорожник, череда.